# نويل خرمان
نويل خرمان فنانة فلسطينية من الكرمل قضاء حيفا، من مواليد 25 ديسمبر 1998م، ولديها العديد من اللغات، ولها موهبة فريدة فهي تغني الاسبانية والروسية والانجليزية والفرنسية، وقد نجحت في اليوتيوب بنسبة مشاركات زادت عن المليون شخص، في آخر أغنية طرحت لها عبر منصة يوتيوب، وقد شكلت نجاحًا باهرًا خلال مسيرتها الفنية.
انجذب الجمهور العربي إلى الفنانة نويل خرمان، بعد أن طرحت أغنية مميزة من أغاني فيروز، ومزجتها مع أغاني لمطربة بريطانية حققت ثماني وسبعين ألف مشاهدة في أقل من أربعة وعشرين ساعة، وقد أعجب الجمهور بها بشكل لافت ما جعلها تنشر بشكل كبير عبر منصة يوتيوب، والمشاركة عبر مواقع التواصل الاجتماعي، ولها العديد من الأغاني باللغات الأجنبية التي تتقنها اللغة الإنجليزية والاسبانية والفرنسية والروسية.
وقد ابتدأ مشوارها الغنائي بعمر 7 سنوات، وهي تنتمي للديانة المسيحية
حقق الفنانة الفلسطينية الصغيرة في العمر نويل خرمان شهرة كبيرة بعد أن أجرت أغنيتها البريطانية الممتزجة بأغنية فيروز مما أثارت اعجاب العشرات من المتابعين لها والمحبين بالأغنية، فقد بلغت نسبة مشاركة اليوتيوب لهذه الأغنية بلغت ما يقارب المليون مشاهدة، وقد اشتهرت لها العديد من الأغاني بلغات متعددة اللغات بشكل أوسع وأكبر لتصل إلى العالم أجمع، بحسب أقوالها.

## وصلات خارجية
- خطفت الأنظار في ختام مهرجان الجونة.. من هي الفلسطينية نويل خرمان؟
- الفلسطينية نويل خرمان تحيي حفل ختام مهرجان الجونة السينمائي
- الفلسطينية نويل خرمان تحيي حفل ختام مهرجان الجونة السينمائي
- الفلسطينية نويل خرمان تحيي حفل ختام "مهرجان الجونة السينمائي" | صور